# Porta Romana (Florence)
Pour les articles homonymes, voir Porta Romana.

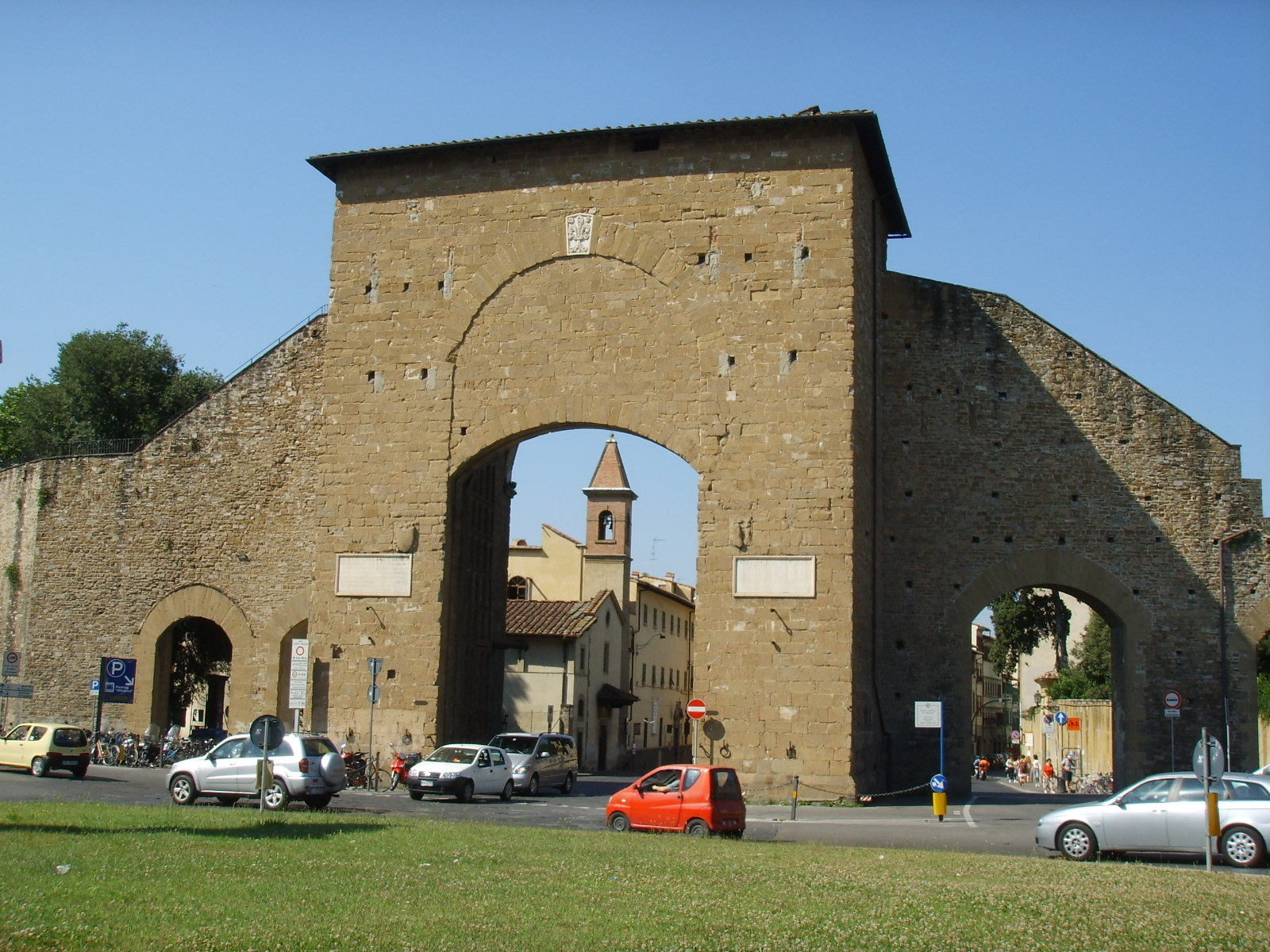
Vue de la Porta Romana de l'esplanade vers la Place della Calza.

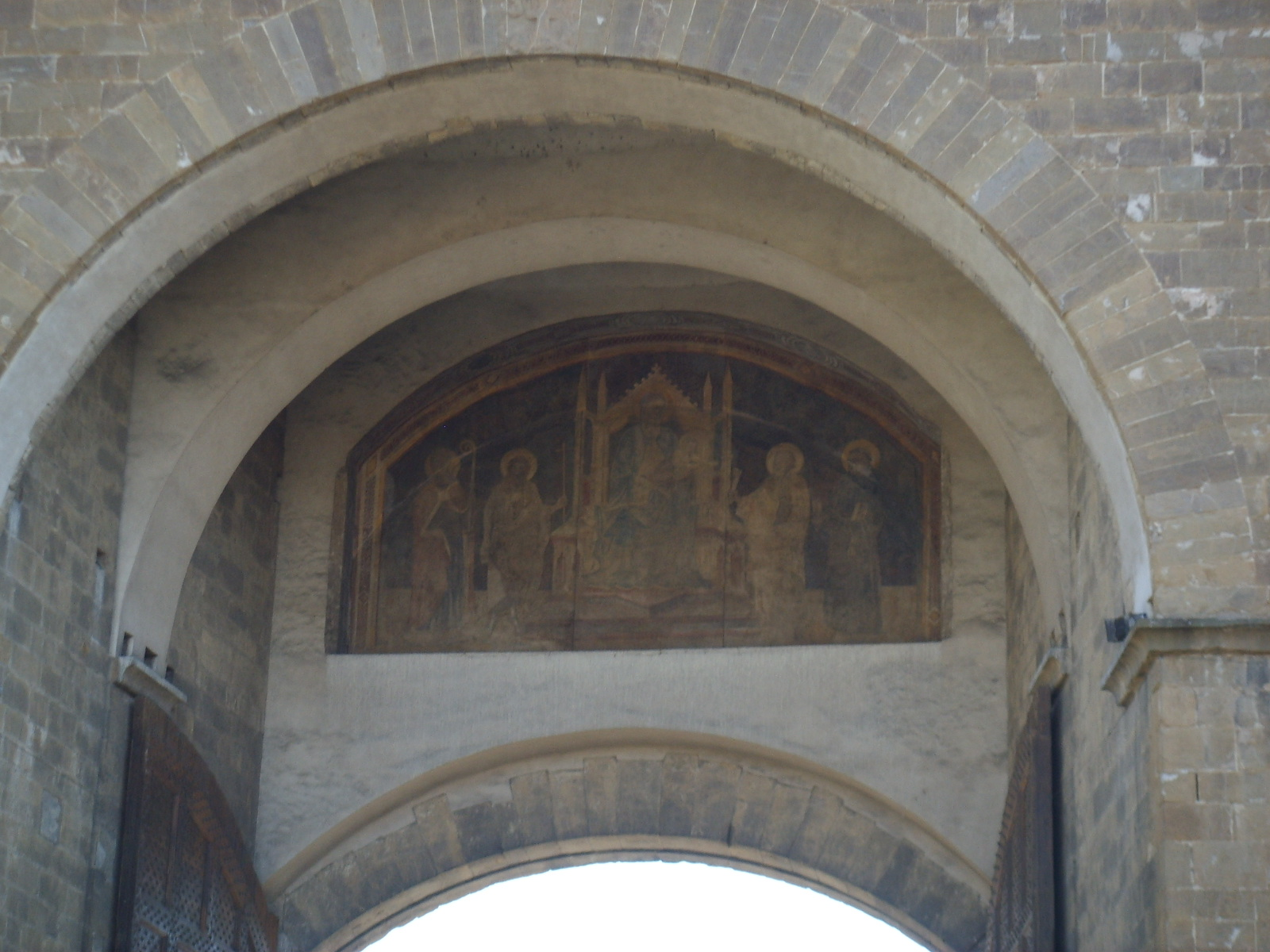
Fresque Vierge à l'Enfant et Quatre Saints de Franciabigio.

La Porta Romana ou Porte romaine dont un des noms en italien est Porta a San Pier Gattolini, est la porte située le plus au sud des fortifications de Florence (mura di Firenze). 
Postée sur la route qui mène vers Sienne et vers Rome, à la rencontre de la Via Romana et de la Via dei Serragli, elle permet d'atteindre le centre de la ville.

## Histoire
Construite en 1326, pendant la construction des fortifications, elle a subi de nombreuses modifications (soubassement et renforcements) destinées à lui éviter de trop essuyer le feu des attaques de la nouvelle artillerie pendant le siège de Florence.
Faisant suite à la démilitarisation, survenue du temps du Grand-duc Léopold de Médicis, deux nouveaux passages  furent ouverts de part et d'autre pour une meilleure circulation  des personnes et des véhicules au milieu du XIXe siècle, lorsque  l'enceinte de la partie nord de la ville  fut démolie pour faire place aux boulevards périphériques.
Comme la Porta San Frediano, elle a conservé les deux vantaux du portail, ses ferrures et les anciennes serrures.
En 1998, un pan de mur a été abattu entre la Porta Romana et la Piazza Tasso, qui permet de la grande Salle des Gardes au premier étage de la porte d'apercevoir, par une fenêtre, le jardin de Boboli et une partie de l'Oltrarno.
Au-dessus de l'arc central, a été attribué, après restauration, une grande fresque de Franciabigio, représentant la Vierge à l'Enfant et Quatre Saints.
Sur la place en face, aujourd'hui le  centre d'une rôtisserie, se trouve une grande statue contemporaine en marbre de Michelangelo Pistoletto, Dietrofront, représentant une femme qui se dirige vers sud, pendant que sur sa tête est posé un lourd et long fardeau qui indique la direction opposée, l'intérieur de la ville.